# Mono (manga)
Mono – czteropanelowa manga autorstwa Afro, publikowana na łamach magazynu „Manga Time Kirara Miracle!” wydawnictwa Hōbunsha od maja 2017. Następnie została przeniesiona do czasopisma „Manga Time Kirara Carat”, gdzie ukazuje się od grudnia 2017. Na jej podstawie studio Soigne stworzyło serial anime, który emitowano od kwietnia do czerwca 2025.

## Fabuła
Klub Fotograficzny i Klub Filmowy stoją w obliczu zamknięcia, lecz Satsuki, An i Sakurako postanawiają połączyć siły i zakładają Klub Cinephoto. Dziewczęta wspólnie odkrywają naturalne piękno Japonii i testują różne nowoczesne gadżety związane nie tylko z fotografią i filmem, w międzyczasie delektując się lokalną kuchnią.

## Bohaterowie
- Satsuki Amamiya (jap. 雨宮 さつき Amamiya Satsuki)

Seiyū: Haruna Mikawa 
- An Kiriyama (jap. 霧山 アン Kiriyama An)

Seiyū: Aoi Koga 
- Sakurako Shikishima (jap. 敷島 桜子 Shikishima Sakurako)

Seiyū: Hikaru Tōno 
- Haruno Akiyama (jap. 秋山 春乃 Akiyama Haruno)

Seiyū: Reina Ueda 
- Kako Komada (jap. 駒田 華子 Komada Kako)

Seiyū: Maki Kawase 
- Torayo Kurokuma (jap. 玄熊虎代 Kurokuma Torayo) / Kurokuma-sensei (jap. クロクマ先生)

Seiyū: Hina Yōmiya 

## Manga
Początkowo manga była publikowana od 16 maja do 16 października 2017 w magazynie „Manga Time Kirara Miracle!” wydawnictwa Hōbunsha. Po zakończeniu publikacji czasopisma, seria została przeniesiona do magazynu „Manga Time Kirara Carat” tego samego wydawcy, gdzie ukazuje się od 28 grudnia tego samego roku.
| Nr | Data wydania (język japoński) | ISBN (język japoński)  |
| -- | ----------------------------- | ---------------------- |
| 1  | 25 października 2018          | ISBN 978-4-8322-4989-9 |
| 2  | 25 lutego 2021                | ISBN 978-4-8322-7256-9 |
| 3  | 27 października 2022          | ISBN 978-4-8322-7411-2 |
| 4  | 25 kwietnia 2024              | ISBN 978-4-8322-9543-8 |
| 5  | 26 czerwca 2025               | ISBN 978-4-8322-9643-5 |

## Anime
Adaptacja w formie telewizyjnego serialu anime została ogłoszona 22 marca 2024. Za produkcję odpowiada Aniplex, animacją zajęło się studio Soigne, a reżyserem został Ryota Aikei. Scenariusz do serii napisała Yoko Yonaiyama, projekty postaci wykonał Takuya Miyahara, a muzykę skomponował Hajime Hyakkoku. Seria była emitowana od 13 kwietnia do 29 czerwca 2025 w Tokyo MX oraz innych stacjach. Motyw otwierający, „Many Merry Memories!” (jap. メニメリ・メモリーズ！), wykonało Cinephoto-bu, natomiast końcowy, zatytułowany „Weekend Roll” (jap. ウィークエンドロール), zaśpiewała Halca. Prawa do streamingu serii nabył Crunchyroll.